# Marina Kiehl
Pour les articles homonymes, voir Kiehl.
Marina Kiehl, né le 12 janvier 1965 à Munich, est une ancienne skieuse alpine allemande.

## Jeux olympiques
| Épreuve / Édition | Sarajevo 1984 | Calgary 1988 |
| Descente          | 6e            | Or           |
| Super-G           | -             | 13e          |
| Géant             | 5e            | -            |

## Championnats du monde
| Épreuve / Édition | Bormio 1985 | Crans Montana 1987 |
| Descente          | 11e         | 4e                 |
| Géant             | 5e          | 6e                 |
| Combiné           | 10e         | -                  |

## Coupe du monde
- Meilleur résultat au classement général : 4e en 1985
  - Vainqueur de la coupe du monde de super-G en 1986
  - Vainqueur de la coupe du monde de géant en 1985
  - 7 victoires : 6 super-G et 1 géant
  - 18 podiums

| Année/Classement | Général | Général | Descente | Descente | Super-G | Super-G | Géant  | Géant  | Combiné | Combiné |
| Année/Classement | Class.  | Points  | Class.   | Points   | Class.  | Points  | Class. | Points | Class.  | Points  |
| ---------------- | ------- | ------- | -------- | -------- | ------- | ------- | ------ | ------ | ------- | ------- |
| 1982             | 81e     | 1       | -        | -        | -       | -       | -      | -      | 30e     | 1       |
| 1983             | 66e     | 5       | -        | -        | -       | -       | -      | -      | 24e     | 5       |
| 1984             | 9e      | 126     | 14e      | 29       | -       | -       | 4e     | 77     | 9e      | 31      |
| 1985             | 4e      | 168     | 7e       | 48       | -       | -       | 1re    | 110    | 7e      | 27      |
| 1986             | 8e      | 157     | 10e      | 43       | 1re     | 75      | 11e    | 31     | 10e     | 23      |
| 1987             | 10e     | 118     | 6e       | 35       | 3e      | 52      | 8e     | 42     | -       | -       |
| 1988             | 18e     | 70      | 8e       | 40       | 20e     | 10      | 13e    | 20     | -       | -       |

### Détail des victoires
| Édition / Épreuve | Super-G          | Géant                | Total |
| 1984              | Mont Sainte-Anne | -                    | 1     |
| 1985              | Arosa Banff      | Madonna di Campiglio | 3     |
| 1986              | Sestrières Vail  | -                    | 2     |
| 1987              | Vail I           | -                    | 1     |
| Total             | 6                | 1                    | 7     |

## Arlberg-Kandahar
- Meilleur résultat : 8e place dans la descente 1983-84 à Val-d'Isère